# Castelo de Iga Ueno
O Castelo de Iga Uneo (em kanji: 伊賀上野城, transliterado: Iga ueno-jō), também conhecido como Castelo de Ueno (上野城, Ueno-jō) ou ainda Castelo de Hakuho (白鳳城, Hakuhō-jō) localiza-se na cidade de Iga, na prefeitura de Mie, Japão.
Esta pequena e isolada cidade mantém intactas algumas características de seu passado feudal, quando sediou a maior e mais importante escola de ninjutsu do país, onde surgiu o Iga-ryu, um dos mais famosos estilos ninja. Nela também viveu, no século XVI, Hattori Hanzo, um ninja célebre cultuado até aos nossos dias, e aqui nasceu Matsuo Bashô, um dos maiores poetas de haikai do Japão.

## História
O imponente castelo da povoação remete ao tempo do xogunato. Foi erguido por volta de 1608 pelo daimyo Todô Takatora, conhecido também como excelente arquiteto.
No século XX, em 1935, o castelo foi reconstruído.
A beleza do castelo serviu de cenário para o filme Kagemusha, a sombra do samurai, do renomado diretor de cinema Akira Kurosawa.

## Características
O castelo possui paredes em madeira.
A edificação destaca-se por seus muros, com mais de trinta metros de comprimento, considerados dos maiores do Japão.